# Velvet Colección
Velvet Colección va ser una sèrie de televisió espanyola produïda per Movistar+, en col·laboració amb Bambú Producciones, que gira entorn de l'obertura d'una nova seu de Velvet en Barcelona, amb un elenc coral on destaquen Marta Hazas, Asier Etxeandía, Adrián Lastra, Fernando Guallar, Mónica Cruz, Aitana Sánchez-Gijón, Adriana Ozores i Imanol Arias, entre d'altres.
L'estrena de la primera temporada va tenir lloc el dijous 21 de setembre de 2017 a #0, passant els restants 9 episodis a estar disponibles en el servei sota demanda cada divendres i, a més, amb una emissió setmanal dominical a #0.
El 4 d'octubre de 2017 es confirma que la sèrie renova per una segona temporada després de les bones dades d'audiència. L'11 de setembre de 2018 es va confirmar que la sèrie tindria una tercera i última temporada en Movistar. El 8 de març de 2019, Movistar+ cancel·la l'enregistrament de la nova temporada i la substitueix per un especial que serviria de tancament de la sèrie i s'estrenaria en el Nadal de 2019.
A Itàlia, Rai 1, que ja va emetre Velvet amb èxit, estrena per primera vegada en obert la sèrie el 3 de juliol de 2018.

## Sinopsi
1967, després de dos anys vivint en Nova York al costat d'Alberto i el seu fill, Ana Rivera torna a Espanya per a fer un pas més en el seu projecte. Alberto i ella han liderat la companyia a distància i han aconseguit, amb l'ajuda de tots els seus companys i amics, que Velvet continuï sent referència de moda i innovació.
Ara l'empresa ha obert una nova sucursal en el Passeig de Gràcia de Barcelona, i tots els protagonistes deixaran Madrid per a traslladar-se a Barcelona i així continuar expandint Velvet.

## Història
La sèrie és un spin-off de la sèrie de Antena 3, Velvet, però aquesta vegada protagonitzada per Marta Hazas, que ja va participar en les quatre temporades de la sèrie predecessora, i no per Paula Echevarría.
A principis de 2017 es va confirmar l'elenc que seguia després del final de Velvet. Van continuar en el projecte amb els mateixos personatges de la preqüela Marta Hazas (Clara), Javier Rey (Mateo), Aitana Sánchez-Gijón (Blanca), Asier Etxeandia (Raúl), Llorenç González (Jonás), Adrián Lastra (Pedro), Diego Martín (Enrique), Paula Echevarría (Ana Rivera), José Sacristán (Emilio) i Aitor Luna (Humberto).
Més tard es va confirmar que Imanol Arias i Adriana Ozores interpretarien al matrimoni Godó-Rey. Aquesta mateixa setmana es va confirmar que Andrea Duro, Mónica Cruz i Marta Torné estarien en el projecte formant part del repartiment principal.
A principis de juny es va confirmar que Nacho Montes s'incorporava a la sèrie per a interpretar a Manolito en la seva etapa adulta i que després de la seva baixa maternal l'actriu Megan Montaner s'incorporarien al rodatge de la sèrie per a interpretar a Elena, una vella coneguda de Sergio (Fernando Guallar).
En el primer tràiler que va llançar Movistar+ es va anunciar que Aitor Luna i Fernando Guallar formarien part de la primera temporada de la sèrie, interpretant a Humberto Santamaría, vell conegut de Raúl; i a Sergio fill d'Eduardo i Macarena.
En agost de 2017 es va confirmar que l'actriu i presentadora Patricia Conde tindria un personatge recurrent durant la primera temporada de la sèrie.
En juny de 2018 es va anunciar que l'actor José Sacristán tornaria a la sèrie per a interpretar de nou a Emilio, però aquesta vegada en forma de fantasma, ja que el personatge va morir al principi de la primera temporada. A l'agost de 2018 es va anunciar que l'actriu Manuela Velasco s'incorporava a l'elenc de la segona temporada de la sèrie tornant a interpretar el personatge de Cristina Otegui, que ja va interpretar a Velvet.
El 14 de juny de 2019 s'anuncia que Miguel Ángel Silvestre, Maxi Iglesias i Paula Echevarría tornen per al capítol final de la sèrie recuperant els seus personatges, Alberto, Max i Ana respectivament. Uns dies més tard també es va anunciar la tornada de Cecilia Freire que tornaria a interpretar a Rita.
A partir del 20 de desembre de 2019, Movistar + emetrà el capítol final de Velvet Col·lecció. El final de la producció comptarà amb els retorns de diversos personatges. Tornaran Alberto Márquez (Miguel Ángel Silvestre) i Ana Rivera (Paula Echevarría). També reapareixeran per a dir adéu Rita Montesinos (Cecilia Freire) i Máx Expósito (Maxi Iglesias).

## Repartiment

### 1a temporada

#### Repartiment principal
- Marta Hazas - Clara Montesinos Martín
- Asier Etxeandía - Raúl de la Riva
- Adrián Lastra - Pedro Infantes
- Diego Martín - Enrique Otegui
- Fernando Guallar - Sergio Godó Rey
- Llorenç González - Jonás Infantes (Episodi 2 - Episodi 10)
- Megan Montaner - Elena Pons (Episodi 5 - Episodi 10)
- Mónica Cruz - Carmela Cortés Vargas "La Emperatriz" (Episodi 3 - Episodi 4; Episodi 6 - Episodi 9)
- Marta Torné - Paloma Oliver García
- Andrea Duro - Marie Leduc (Episodi 2 - Episodi 10)
- Ignacio Montes - Manuel "Manolito" Infantes Blázquez
- Paula Usero - Inés (Episodi 1; Episodi 3 - Episodi 10)
- Lucía Díez - Lourdes "Lourditas" Otegui de Senillosa (Episodi 4 - Episodi 10)

Amb la col·laboració especial de
- Aitana Sánchez-Gijón - Blanca Soto Fernández (Episodi 1 - Episodi 4)
- Adriana Ozores - Macarena Rey (Episodi 2 - Episodi 10)
- i Imanol Arias com Eduard Godó

#### Repartiment recurrent
Amb la participació de
- Aina Clotet - Roser Godó Rey (Episodi 2; Episodi 4 - Episodi 7; Episodi 10)
- José Sospedra - Pau Godó Rey (Episodi 2; Episodi 4 - Episodi 7; Episodi 10)
- Raúl Prieto - Rafael "Rafa" Cortés Vargas "El Aguja" (Episodi 3 - Episodi 4; Episodi 6 - Episodi 10)
- Manuel de Blas - Gerardo (Episodi 6; Episodi 8)

Amb la col·laboració especial de
- Miriam Giovanelli - Patricia "Patty" Márquez Campos (Episodi 10)
- Marian Álvarez - Diana Pastor (Episodi 9 - Episodi 10)
- Javier Rey - Mateo Ruiz Lagasca (Episodi 1 - Episodi 3; Episodi 7; Episodi 9 - Episodi 10)
- Patricia Conde - Brigitte Bardot (Episodi 7 - Episodi 8)
- Kiti Mánver - Consuelo Martín (Episodi 7)
- Aitor Luna - Humberto Santamaría (Episodi 4 - Episodi 5)
- Paula Echevarría - Ana Ribera López (Episodi 1 - Episodi 3)
- i José Sacristán - Emilio López † (Episodi 1 - Episodi 2)

Amb l'aparició especial de
- Amaia Salamanca - Bárbara de Senillosa (Episodi 4)

#### Repartiment episòdic
- Álvaro Rico - Nicolás (Episodi 3 - Episodi 7; Episodi 9 - Episodi 10)
- Richard García - Françoise (Episodi 10)
- Pedro Jiménez (Episodi 3 - Episodi 4; Episodi 8 - Episodi 10)
- Carlos Jiménez (Episodi 3 - Episodi 4; Episodi 8 - Episodi 10)
- Amador Losada Montoya (Episodi 4; Episodi 8 - Episodi 10)
- Maite Maya (Episodi 8 - Episodi 10)
- Juan Jiménez (Episodi 9 - Episodi 10)
- Diego Klein - Cura (Episodi 10)
- Domingo Hurtado - Fotógrafo (Episodi 10)
- Rubén Ruiz Miranda - Paco (Episodi 3 - Episodi 4; Episodi 6; Episodi 8 - Episodi 9)
- Ángela Vega - Azucena (Episodi 3 - Episodi 6; Episodi 8 - Episodi 9)
- Manuel Gancedo - Martorell (Episodi 7; Episodi 9)
- Félix Cifuentes - Jorge Infantes Montesinos (Episodi 7; Episodi 9)
- Adrián Fernández - Miguel Infantes Montesinos (Episodi 7; Episodi 9)
- María José Sampe Carrasco (Episodi 4; Episodi 9)
- Marcos Morales (Episodi 9)
- Juan Pozo (Episodi 9)
- Cristina García (Episodi 9)
- Mariano Lozano (Episodi 9)
- Gabriel Ignacio - Policia francès (Episodi 9)
- Timothy Cordukes - Pierre (Episodi 8)
- Manuel Sánchez Arillo - Serafín Quinteiro (Episodi 8)
- Lupe Cartié Roda - Mercedes (Episodi 8)
- Javier Mejía - Director (Episodi 7)
- Oliver Morellón - Ajudant (Episodi 7)
- Miquel Mars - Guarda (Episodi 7)
- Álvaro Doñate - Recepcionista Hotel (Episodi 4; Episodi 6)
- Tato Loche - Periodista (Episodi 6)
- Toni Ruiz - Periodista (Episodi 6)
- Elena Ventosa - Clienta (Episodi 5)
- Luis Perezagua - Rodrigo (Episodi 4)
- Jesús Enrique González (Episodi 3 - Episodi 4)
- Leticia Teresa Zugazaga (Episodi 4)
- Jacinto Bobo - Cambrer (Episodi 4)
- Laura Baena - Gitana (Episodi 4)
- Alicia Garau - Doncella Nico (Episodi 4)
- Yara Puebla - Lupe (Episodi 1; Episodi 3)
- José Ramón Pardo - Francisco (Episodi 3)
- David Mora - Invitat (Episodi 2)
- Manuel Gonzalo - Camioner (Episodi 2)
- Carmen Baquero - Cambrera Habitació (Episodi 1)
- Joshean Mauleón - Recepcionista Hotel (Episodi 1)
- Paco Ochoa - Cura Cementiri (Episodi 1)
- Dafnis Balduz - Representant Giuliano (Episodi 1)
- Jorge San José - Periodista 1 (Episodi 1)
- Rafa Ordorika - Periodista 2 (Episodi 1)
- Catalia Sopelana - Costurera Taller Manresa (Episodi 1)

### 2a temporada

#### Repartiment principal
- Marta Hazas - Clara Montesinos Martín
- Asier Etxeandía - Raúl de la Riva
- Adrián Lastra - Pedro Infantes
- Diego Martín - Enrique Otegui
- Javier Rey - Mateo Ruiz Lagasca
- Fernando Guallar - Sergio Godó Rey
- Llorenç González - Jonás Infantes
- Megan Montaner - Elena Pons
- Marta Torné - Paloma Oliver García
- Andrea Duro - Marie Leduc
- Ignacio Montes - Manuel "Manolito" Infantes Blázquez
- Paula Usero - Inés

Amb la col·laboració especial de
- Adriana Ozores - Macarena Rey
- i Imanol Arias como Eduard Godó

#### Repartiment recurrent
Amb la participació de
- Aia Kruse - Juliette (Episodi 13/3 - Episodi 20/10)
- Noelia Castaño - Farah Diba (Episodi 11/1; Episodi 17/7; Episodi 20/10)
- Dani Muriel - Antonio Godino (Episodi 12/2 - Episodi 14/4; Episodi 19/9)
- Daniel Lundh - Guía (Episodi 15/5)
- Lucía Díez - Lourdes "Lourditas" Otegui de Senillosa (Episodi 11/1 - Episodi 13/3)
- Ignacio Rosado - Joan (Episodi 12/2)

Amb la col·laboració de
- Toni Agustí - Julián Sarmiento (Episodi 11/1; Episodi 13/3 - Episodi 20/10)
- Raúl Fernández de Pablo - Jesús Navarro (Episodi 11/1 - Episodi 12/2; Episodi 15/5; Episodi 18/8)
- Raúl Prieto - Rafael "Rafa" Cortés Vargas "El Aguja" (Episodi 11/1 - Episodi 13/3)
- Fanny Gautier - Mercé (Episodi 12/2)

Amb la col·laboració especial de
- Aitana Sánchez-Gijón - Blanca Soto Fernández (Episodi 15/5 - Episodi 20/10)
- Marian Álvarez - Diana Pastor (Episodi 11/1; Episodi 13/3 - Episodi 20/10)
- Andrés Velencoso - Omar Ahmadi (Episodi 11/1 - Episodi 20/10)
- Manuela Velasco - Cristina Otegui (Episodi 13/3 - Episodi 14/4; Episodi 18/8 - Episodi 20/10)
- Mónica Cruz - Carmela Cortés Vargas "La Emperatriz" (Episodi 13/3; Episodi 19/9 - Episodi 20/10)
- José Sacristán - Emilio López † (Episodi 13/3 - Episodi 16/6)
- Marisa Berenson - Sandra Petribello (Episodi 13/3 - Episodi 14/4)
- Miriam Giovanelli - Patricia "Patty" Márquez Campos (Episodi 11/1 - Episodi 13/3)

#### Repartiment episòdic
- Rubén Ruiz Miranda - Paco (Episodi 19/9 - Episodi 20/10)
- Félix Cifuentes - Jorge Infantes Montesinos (Episodi 20/10)
- Adrián Fernández - Miguel Infantes Montesinos (Episodi 20/10)
- Karim El-Kerem – Secretari d'Omar Ahmadi (Episodi 11/1 - Episodi 12/2; Episodi 14/4 - Episodi 15/5; Episodi 17/7; Episodi 20/10)
- Ángela Vega - Azucena (Episodi 13/3; Episodi 19/9 - Episodi 20/10)
- Kaabil Sekali - Escorta Reina (Episodi 16/6 - Episodi 17/7; Episodi 20/10)
- Alex O'Brien - Policia (Episodi 20/10)
- David Pinilla - Sacerdot (Episodi 20/10)
- Asier Olaizola - Doctor (Episodi 16/6; Episodi 19/9)
- Manuel Sánchez - Advocat (Episodi 19/9)
- Anastasia Fauteck - Marta (Episodi 12/2; Episodi 15/5; Episodi 18/8)
- Antonio Gómez - Joserra (Episodi 17/7 - Episodi 18/8)
- Ione Irazábal - Directora (Episodi 18/8)
- Ibrahim Ibnou Goush - Recepcionista (Episodi 17/7)
- David Ordinas – Funcionari Duana (Episodi 17/7)
- Ben Zahra - Babak (Episodi 16/6)
- Eugenio Villota - Perit (Episodi 16/6)
- Enrique Asenjo - Doctor (Episodi 11/1 - Episodi 15/5)
- Julio Perillán - Abogado (Episodi 14/4)
- Kevin Medina - Empleat banca (Episodi 13/3)
- Jimmy Shaw - Brian (Episodi 12/2)
- Paula Bares - Infermera (Episodi 11/1 - Episodi 12/2)
- Pilar Massa - Florista (Episodi 12/2)
- Macarena Hoffmann - Sarah (Episodi 11/1)
- Tania Watson - Elaine (Episodi 11/1)

### Especial:Una Navidad para recordar

#### Repartiment principal
- Marta Hazas - Clara Montesinos Martín
- Asier Etxeandía - Raúl de la Riva
- Adrián Lastra - Pedro Infantes
- Javier Rey - Mateo Ruiz Lagasca
- Llorenç González - Jonás Infantes
- Andrea Duro - Marie Leduc
- Fernando Guallar - Sergio Godó Rey
- Diego Martín - Enrique Otegui
- Andrés Velencoso - Omar Ahmadi
- Maxi Iglesias - Maximiliano "Max" Expósito
- Marta Torné - Paloma Oliver García
- Toni Agustí - Julián Sarmiento
- Miriam Giovanelli - Patricia "Patty" Márquez Campos
- Aitana Sánchez-Gijón - Blanca Soto Fernández
- Adriana Ozores - Macarena Rey
- Imanol Arias – Eduard Godó

#### Repartiment recurrente
Amb la col·laboració especial de
- Miguel Ángel Silvestre - Alberto Márquez Navarros
- Paula Echevarría - Ana Ribera López
- Cecilia Freire - Margarita "Rita" Montesinos Martín †
- i José Sacristán - Emilio López †

#### Repartiment episòdic
- Seve Montoro - Menelik
- Rut Santamaría - Pepita
- Félix Cifuentes - Jorge Infantes Montesinos
- Pablo Gómez-Pando - Pablo
- Carlos Manuel Díaz- Doctor Ortega
- Gustavo Ron Jr. - Nen rosal
- Pep Sais - Avi nen rosal
- Max Marieges - Representant Singer
- Laura Quirós - Nena cor

## Temporades i episodis
| Temporada | Temporada | Episodis | Estrena                | Final                  | Audiència mitjana | Audiència mitjana | Audiència mitjana |
| Temporada | Temporada | Episodis | Estrena                | Final                  | Espectadors       | Quota             |                   |
| --------- | --------- | -------- | ---------------------- | ---------------------- | ----------------- | ----------------- | ----------------- |
|           | 1         | 10       | 22 de setembre de 2017 | 24 de novembre de 2017 |                   |                   |                   |
|           | 2         | 10       | 14 de setembre de 2018 | 12 d'octubre de 2018   |                   |                   |                   |
|           | E         | 1        | 20 de desembre de 2019 | 20 de desembre de 2019 |                   |                   |                   |
| Total     | Total     | 21       | 2017                   | 2019                   |                   |                   |                   |

### Primera temporada (2017)
| Núm. (sèrie) | Núm. (temp.) | Títol                       | Director(s)       | Data d'emissió a #0    | Audiència      |
| ------------ | ------------ | --------------------------- | ----------------- | ---------------------- | -------------- |
| 1            | 1            | «Nuevos Horizontes»         | Gustavo Ron       | 21 de setembre de 2017 | 80 000 (0,5%)  |
| 2            | 2            | «Mucho más que un recuerdo» | Gustavo Ron       | 1 d'octubre de 2017    | 73 000 (0,5%)  |
| 3            | 3            | «La emperatriz»             | Gustavo Ron       | 8 d'octubre de 2017    | 67 000 (0,4%)  |
| 4            | 4            | «Cambio de rumbo»           | Jorge Torregrossa | 15 d'octubre de 2017   | 67 000 (0,4%)  |
| 5            | 5            | «Una nueva oportunidad»     | Jorge Torregrossa | 22 d'octubre de 2017   | Sense anunciar |
| 6            | 6            | «Escándalo»                 | Gustavo Ron       | 29 d'octubre de 2017   | Sense anunciar |
| 7            | 7            | «Ahora o nunca»             | Gustavo Ron       | 5 de novembre de 2017  | Sense anunciar |
| 8            | 8            | «Brigitte Bardot»           | Álvaro Ron        | 12 de novembre de 2017 | Sense anunciar |
| 9            | 9            | «París, Je t'aime»          | Gustavo Ron       | 19 de novembre de 2017 | Sense anunciar |
| 10           | 10           | «El último adiós»           | Gustavo Ron       | 26 de novembre de 2017 | Sense anunciar |

### Segona temporada (2018)
| Núm. (sèrie) | Núm. (temp.) | Títol                        | Director(s)       | Data d'emissió a #0    | Audiència      |
| ------------ | ------------ | ---------------------------- | ----------------- | ---------------------- | -------------- |
| 11           | 1            | «Un encargo singular»        | Gustavo Ron       | 13 de setembre de 2018 | Sense anunciar |
| 12           | 2            | «Una operación de riesgo»    | Gustavo Ron       | 14 de setembre de 2018 | Sense anunciar |
| 13           | 3            | «Una visita inesperada»      | Gustavo Ron       | 21 de setembre de 2018 | Sense anunciar |
| 14           | 4            | «El pasado siempre vuelve»   | Jorge Torregrossa | 21 de setembre de 2018 | Sense anunciar |
| 15           | 5            | «Cuando menos te lo esperas» | Jorge Torregrossa | 28 de setembre de 2018 | Sense anunciar |
| 16           | 6            | «Las mil y una noches»       | Gustavo Ron       | 28 de setembre de 2018 | Sense anunciar |
| 17           | 7            | «Nuevos amores»              | Gustavo Ron       | 5 d'octubre de 2018    | Sense anunciar |
| 18           | 8            | «Amistades peligrosas»       | Jorge Torregrossa | 5 d'octubre de 2018    | Sense anunciar |
| 19           | 9            | «Una nueva realidad»         | Jorge Torregrossa | 12 d'octubre de 2018   | Sense anunciar |
| 20           | 10           | «Felices fiestas»            | Gustavo Ron       | 12 d'octubre de 2018   | Sense anunciar |

### Especial:Una Navidad para recordar(2019)
| N.º (sèrie) | N.º (especial.) | Títol                       | Director(s)                     | Data d'emissió a #0    | Audiència      |
| ----------- | --------------- | --------------------------- | ------------------------------- | ---------------------- | -------------- |
| 21          | Especial        | «Una Navidad para recordar» | Gustavo Ron i Jorge Torregrossa | 19 de desembre de 2019 | Sense anunciar |